# Клаустрофобы 2: Лига выживших
«Клаустрофобы 2: Лига выживших» (англ. Escape Room: Tournament of Champions, «Эскейп-рум: Турнир чемпионов») — американский фильм в жанре психологического хоррора режиссёра Адама Робитела, сиквел фильма «Клаустрофобы» 2019 года. Премьера была запланирована на 6 января 2021 года, но позже была перенесена на 16 июля 2021 года. Премьера в России состоялась 23 сентября 2021 года.

## В ролях
- Тейлор Расселл — Зоуи Дейвис[6]
- Логан Миллер[англ.] — Бен Миллер[6]

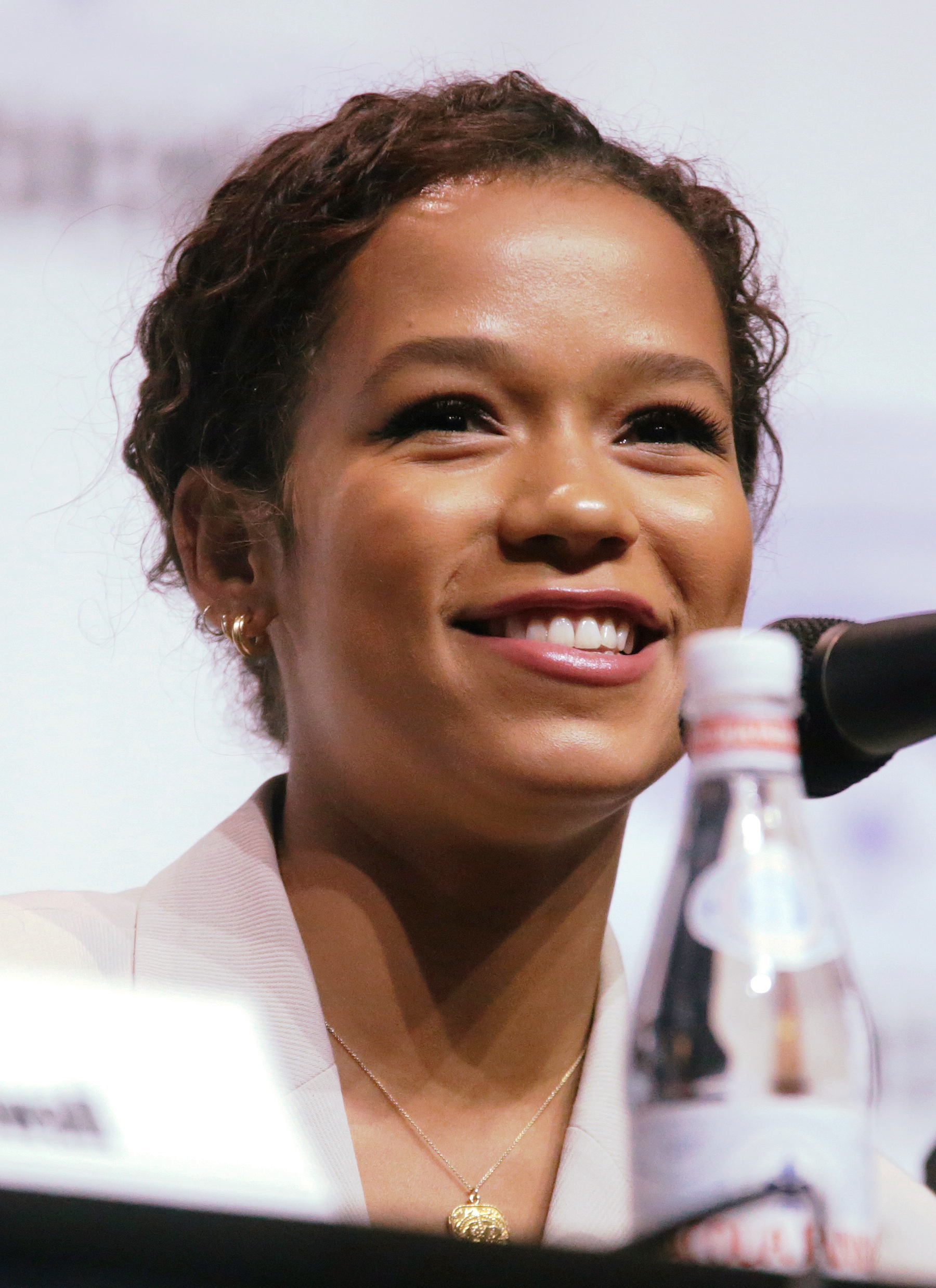
Тейлор Расселл сыгравшая Зоуи Дейвис

- Изабель Фурман — Клэр (в расширенной версии фильма)[6][7]
- Дебора Энн Уолл — Аманда Харпер (в прокатной версии фильма)
- Томас Кокерел — Нейтан[8]
- Холланд Роден — Рэйчел Эллис[8]
- Карлито Оливеро — Тео[8]
- Индия Мур — Брианна[8]
- Джеймс Фрейн — Генри (в расширенной версии фильма)[7]
- Таня Ван Граан — Соня (в расширенной версии фильма)[7]

## Сюжет

### Прокатная версия
Сюжет продолжается с финала предыдущей части. Используя зашифрованные в логотипе корпорации Минос координаты Зоуи Дэвис и Бен Миллер решают отправиться в Нью-Йорк и обличить корпорацию Минос, чтобы те понесли наказание. Перед этим Зоуи посещает своего психотерапевта, которая пыталась помочь ей пережить последствия полученных в игре психологических травм, хотя сама женщина, как и все, не верит в рассказ Зоуи: она говорит, что Зоуи так погрузилась в мир этих игр, что во всём видит ключи для решения их головоломок.
Когда Зоуи и Бен добираются до места, где, согласно координатам, должен находится головной офис Миноса, они встречают бездомного, который, утаскивая кулон Зоуи, заманивает пару в вагон метро. По дороге вагон, в котором находились Зоуи, Бен и ещё несколько человек, отцепляется и везёт их на дополнительную ветку. Зоуи и Бен с ужасом понимают, что они снова попали в игру Миноса. Но, более того, обнаруживается, что другие пассажиры в вагоне — Нейтан, Рэйчел, Тео и Брианна, — тоже раннее участвовали и победили в квестах Миноса. Спустя некоторое время по вагону начинают запускать электрическое напряжение. Услышав подсказку герои понимают, что нужно для начала найти сумку. Там они находят ручку от двери, однако всё под напряжением, поэтому приходится использовать материалы, которые не проводят ток. Тео использует ремень, чтобы открыть комнату машиниста. Там они находят подсказку и ёмкость для жетонов. Подсказка гласит, что необходимо использовать вывески рекламы. В рекламах отсутствуют буквы и Зоуи с Рейчел догадывается, что поручней в вагоне столько, сколько букв в алфавите и необходимо дёрнуть за соответствующие буквам поручни. Им удаётся собрать все жетоны, но Тео случайно погибает от удара током.
Герои попадают в комнату, стилизованную под банковское помещение, где выход находится в банковском хранилище, но путь к которому лежит через шахматное поле. Брианна наступает на плитку и поджигает спину лазером, который активируется если наступить на соответствующую клеточку. Герои спасают Брианну, а Нейтан находит в леденце ключ. Герои ищут в других леденцах ключи и одновременно с этим им объявляют, что через некоторое время дверь в хранилище закроется и активизируется полная активация лазерной защиты. Героям удаётся разгадать все подсказки и в последнюю секунду они все успевают сбежать. Герои попадают на пляж, где получают подсказку «избавиться от якоря». Герои находят металлоискатель, в процессе поиска Зоуи замечает манекена-маму и манекена-дочь, которая с грустью смотрит на мать, а также надпись «SOS» на песке. С помощью металлоискателя они находят якорь в песке, но тут обнаруживается, что песок зыбучий и всё вокруг начинает засасывать. Рэйчел затягивает в песок и Нейтан жертвует собой, чтобы спасти её. Хотя героям удаётся найти выход из комнаты, Зоуи параллельно удаётся найти замаскированный вентиляционный туннель. Она зовёт остальных пойти с ней, но из-за того, что комната начинает рушиться, то герои разделяются: Бриана уходит через главный выход, а Зоуи, Бен и Рэйчел — через вентиляцию, но в последний момент Бена засасывает в песок.
Зоуи и Рэйчел находят люк, из которого доносятся звуки проезжающих машин, и думают что нашли выход, однако попав наружу они встречают Брианну и понимают, что всё ещё находятся в игре. У девушек всего полторы минуты, а после польётся кислотный дождь, который убьёт всех, кто останется без укрытия. Они находят череду подсказок, благодаря которым Зоуи попадает в ловушку в салоне машины такси, но Брианна и Рэйчел остаются без укрытия и погибают. Зоуи после этого проваливается в секретный люк и попадает в комнату, стилизованную под детскую. Здесь она находит вещи, принадлежавшие девочке по имения Соня (это имя присутствовало в предыдущих комнатах). Неожиданно через секретную дверь в комнату вваливается живая Аманда, которая с ужасом рассказывает Зоуи, что она не погибла тогда в первом фильме: ведь если ты прямо не видел смерть человека в играх Миноса, то нет никакой гарантии, что этот человек реально погиб. После Аманда признаётся, что она является организатором данного квеста: девочка Соня — это её дочь, которую Минос украл, но обещал вернуть, если Аманда организует квест для Зоуи, Бена и остальных.
Тут Зои обнаруживает живого Бена в примыкающей камере, закрытой непробиваемым стеклом. Аманда объясняет, что если Зоуи хочет спасти Бена, то она должна согласиться тоже стать организатором квеста. Зоуи отказывается, после чего камера Бена начинает наполняться водой. В последний момент Зоуи и Аманде удаётся направить на стекло газовую трубу с огнём, из-за чего начинается пожар, но стекло в конечном итоге лопается и Бена удаётся спасти. Сумев выбраться из комнаты троице удаётся сбежать из здания, так как весь персонал покинул рабочие места из-за начавшегося пожара. Через некоторое время Зоуи сидит в отделении полиции и смотрит репортаж о том, что тот бродяга, что заманил их в поезд, и ещё несколько человек, были арестованы, а в том здании была обнаружена большая документация, благодаря которой полиции удалось выйти на след многих людей из Миноса и сейчас по всей стране проводят массовые задержания.
Подходит Бен и говорит, что Аманда даёт признательные показания, благодаря которым Миносу теперь точно не отвертеться. Зоуи говорит Бену, что обратно из Нью-Йорка они полетят уже на самолёте, потому что Зоуи хочет наконец побороть свою аэрофобию. Уже в самолёте Зоуи гложут сомнения, потому что ей кажется, что всё получилось слишком легко, и поэтому она думает, что их побег из квеста был заранее спланирован Миносом. Она замечает женщину, похожую на её психотерапевта, но женщина утверждает, что незнакома с Зоуи. Тут Зоуи с ужасом понимает, что в кабинете психотерапевта было множество вещей, которые были в квестах, а значит та была заодно с Миносом. Тут самолёт попадает в зону турбулентности и Зоуи с ужасом осознаёт, что они с Беном снова попали в игру (подразумевается, что этот тот самый квест, который Минос репетировали в финале первого фильма).

### Расширенная версия
Хотя данная версия называется расширенной, на деле она только примерно на семь минут длиннее прокатной версии и представляет собой совершенно альтернативный сюжет. Если прокатная версия сосредоточена больше на Зоуи, то расширенная уделяет больше внимания создателю головоломок для квестов. Персонажи Аманды и психотерапевта полностью исключены из этой версии, и имя Соня связано совсем с другим персонажем.
- Фильм начинается со вступления в 2003 году, где показана семья Генри — автора головоломок для квестов Миноса. Его жена Соня знает, чем он занимается, и даёт ему понять, что хочет развестись и забрать с собой их дочь Клэр. Она уходит поплавать в бассейне, после чего идёт в сауну. Через какое-то время дверь в сауну неожиданно блокируется, а температура начинает повышаться. Соня уверена, что это Генри устроил ей игру за то, что она хочет уйти от него. Она находит на двери сауны подсказку, и ей удаётся найти ключ, который поможет разблокировать дверь, но у неё просто не хватает времени и сил в последний момент, и она умирает.
- Далее действие переносится в настоящее время, где показывают последние события первой части, когда создатели игры создали симуляцию самолета и его падения специально для Зоуи и Бена, которые направляются на поиски. Выясняется, что именно Генри придумал и создал модель самолета, куда планируют попасть главные герои. Далее Генри приходит к повзрослевшей Клэр, которая помогает отцу в работе над квестами, однако ей это абсолютно не нравится, и она против всего этого. Сама она почему-то сидит в камере с прозрачными стенами. Также видно, что она что-то планирует в секрете от отца, и ей помогает один из его подчинённых. Генри говорит, что в этот раз ставки очень высоки, потому что Зоуи и Бен хотят обнародовать всё, что творит Минос. Клэр неожиданно говорит, что разделяет чувства Зоуи, потому что они обе лишились матери.
- Зоуи и Бен готовятся сесть в самолёт (в котором, очевидно, должна начаться следующая игра), но в последний момент Зоуи передумывает. Кадры из этой сцены присутствуют в прокатной версии в сцене сеанса с психотерапевтом.
- На парковке Бен приходит к Зоуи и говорит, что ему удалось оформить машину на прокат. Также выясняется, что Бен отчасти согласился поехать с Зоуи, потому что его уволили с работы, так как у него произошла паническая атака, когда он оказался в тесном пространстве. Поскольку в расширенной версии именно в этой сцене Бен говорит Зоуи, что он предан ей, потому что она спасла его, то в следующей сцене, где они едут в машине, вырезаны соответствующие кадры (так как в прокатной версии Бен говорит это именно в этой сцене).
- После комнаты с кислотой операторы квеста фиксируют транзитный сбой, из-за которого Зоуи пропала из их поля зрения, а затем обнаруживается, что без их ведома была создана другая комната, которая не входила в изначальный план — эта комната похожа на сауну, в которой погибла Соня. Об этом сообщают Генри, и тот находит вставленную флэшку, которая создала эти сбои, однако он продолжает игру.
- Зоуи отвозят в особняк к Клэр, где она приходит в себя. Клэр рассказывает ей, что это она создавала все эти головоломки для квестов Миноса, для чего её и посадили в эту камеру, которая тоже является головоломкой — на противоположной стене висит экран с рядом символов, из которых нужно угадать числовую комбинацию, которая является кодом для двери камеры. Клэр также рассказывает, что это она вызвала сбой, которой помог вытащить Зоуи из игры, и что она спасла Бена, который в данный момент находится в той самой сауне-комнате. Клэр просит Зоуи помочь ей выбраться, потому что она тоже хочет придать Минос огласке, а заодно она может помочь ей вытащить из квеста Бена — дело в том, что ей не разгадать головоломку своей камеры, потому что единственная подсказка гласит, что решить её в одиночку невозможно, а если ввести неправильный код несколько раз, то камера заполнится ядовитым газом. Пока Бен пытается решить головоломку в своей камере, Зоуи и Клэр удаётся разгадать код для выхода. Но когда Клэр выходит из камеры, то появляется Генри, который ведёт впереди на прицеле раненного подчинённого, которому, как выясняется, Клэр ранее передала флэш-накопитель, вызвавший сбой в игре. Но подчинённому удаётся подстрелить Генри, и Клэр запирает отца в своей камере. В кабинете Генри Клэр дезактивирует комнату с Беном, который уже почти при смерти, и сообщает Зоуи, где его искать, и что она заблокировала тамошнюю диспетчерскую с персоналом, так что теперь Миносу не удастся отвертеться.
- Зоуи приезжает к тому самому зданию, где, как они думали, находится головной офис Миноса, и видит, как Бена затаскивают в машину скорой помощи. Они радостно воссоединяются и вдвоём едут в больницу. Некоторые кадры из этого видеоряда присутствуют в прокатной версии, как кадры телерепортажа.
- Клэр приходит к запертому в её камере Генри, и тут раскрывается вся истина. Клэр с детства страдает социопатией и это она придумала головоломку, в которой погибла Соня — та хотела отправить её в лечебницу, но Клэр была в ярости от того, что Соня не хочет принимать её такой, какая она есть (здесь подразумевается, что манекены матери и дочери в комнате с пляжем отождествляли Клэр и её мать, а не Аманду и её дочь). Из-за этого Генри и держал её изолированной, хотя и пользовался её задумками. Клэр намеренно вводит на двери неправильные коды, чтобы подать в камеру ядовитый газ, и на прощание говорит Генри, что он и Соня будут гордиться ею, когда увидят, на что она способна.

## Производство
В феврале 2019 года было объявлено, что фильм «Клаустрофобы» (англ. Escape Room) получит продолжение, его режиссёром снова станет Адам Робител, сценаристом — Брэги Ф. Шут, а продюсером — Нил Х. Мориц. В октябре 2019 года сайт Collider объявил, что в сиквеле снимутся Тейлор Расселл и Логан Миллер, сыгравшие в первом фильме, а также Изабель Фурман. Через две недели стало известно, что в сиквеле также сыграют Холланд Роден, Томас Кокерел, Индия Мур и Карлито Оливеро.
В апреле 2019 года Робител  заявил в интервью Bloody Disgusting, что одна из проблем, с которыми столкнулась производственная команда при разработке, заключалась в том, чтобы выяснить, как спроектировать новые квест-комнаты, которые превзойдут те же, что были в оригинальном фильме. Он задумал заключительную сцену первого фильма, в которой была изображена квестовая комната, замаскированная под угнанный самолёт, чтобы предположить, что организация «Минос», стоящая за смертоносными квестами, может быть более могущественной, зловещей и склонной к слежке, чем считалось ранее, что он планировал подробнее в сиквеле.

## Релиз
Изначально планировалось, что фильм выйдет в прокат 17 апреля 2020 года. Однако впоследствии релиз несколько раз переносился на более поздние сроки. Ожидалось, что фильм выйдет 1 января 2021 года, но в итоге премьеру вновь сдвинули на целый год на 6 января 2022 года. Позже премьера в США была вновь перенесена на 16 июля 2021 года.